# Cowboys de Munich
Pour les articles homonymes, voir Cowboy.
Stade
Cowboys de Munich (Munich Cowboys) est un club allemand de football américain basé à Munich. Ce club qui évolue au Dantestadion (10 000 places) fut fondé en 1979.
Les Cowboys sont relégués en D2 à l'issue de la saison 2006, mais sont revenus en German Football League après un an. Depuis lors, ils font partie de la ligue supérieure.

## Palmarès
- Champion d'Allemagne : 1993
- Vice-champion d'Allemagne : 1992